# Репрессии в РККА (1937—1938)

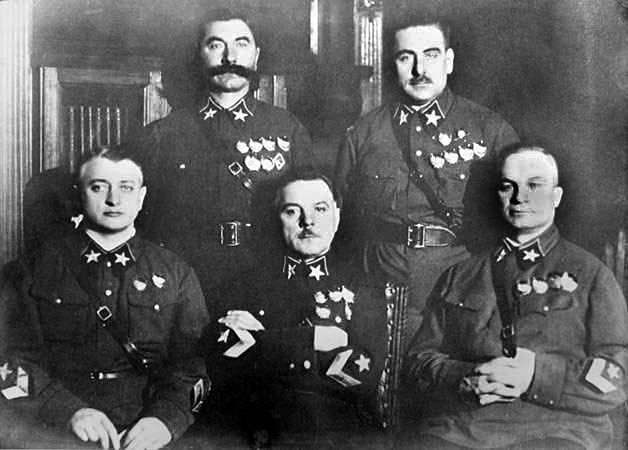
Первые пять маршалов Советского Союза, (слева направо) сидят: Тухачевский (расстрелян), Ворошилов, Егоров (расстрелян); стоят: Будённый и Блюхер (арестован, умер в Лефортовской тюрьме от пыток).

Репрессии в РККА в 1937—1938 годах — наиболее масштабные политические репрессии («чистки») в отношении командного и начальствующего состава РККА и РКВМФ, которые выделяются исследователями как одно из проявлений, составная часть политики «Большого террора» в СССР, явившейся, в свою очередь, прямым следствием культа личности Сталина. Фактически начались во второй половине 1936 года, но наибольший размах приобрели после ареста и осуждения М. Н. Тухачевского и семи других высокопоставленных военных в мае—июне 1937 года; на 1937—1938 годы пришёлся их пик, а в 1939—1941 годах, после резкого спада, они продолжались с существенно меньшей интенсивностью. Репрессии выражались в увольнениях с работы или со службы по политическим мотивам, арестах и вынесении судебных и внесудебных приговоров по сфабрикованным делам.
Жертвами беззакония и фальсифицированных обвинений стали тысячи командиров и бойцов РККА и РКВМФ. Основной удар политических репрессий был направлен против командного состава высшего звена: заместителей наркома обороны СССР, командующих войсками военных округов (флотов), их заместителей, командиров корпусов, дивизий, бригад. Значительно пострадал командно‑начальствующий состав управлений и штабов в соответствующих звеньях, профессорско-преподавательский состав военно-учебных заведений.
Основную массу жертв политических репрессий в Красной армии в предвоенные годы составили так называемые участники «военно-фашистского заговора» и «правотроцкистских организаций», дела которых рассматривались Военной коллегией Верховного суда СССР. Для получения необходимых показаний от подследственных они в массовом порядке подвергались издевательствам, избиениям и пыткам. Применение «мер физического воздействия» в ходе следствия в отношении «врагов» и «шпионов» было санкционировано высшим партийным и государственным руководством СССР. Подавляющее большинство командиров, начальников и политработников, обвинённых в участии в «военно-фашистском заговоре», было приговорено к высшей мере наказания — расстрелу. Лишь некоторым из них этот приговор, не приведённый в исполнение немедленно, был впоследствии заменён исправительно-трудовыми лагерями.
По оценке специалиста по истории РККА Григория Герасимова, в 1937 году было репрессировано 11 034 человека, в 1938 году — 4523 человека, за вычетом амнистированных и оправданных. Особое внимание стоит уделить росту численности РККА в эти годы, что отчасти может объяснить кадровый голод. Так, в 1937 году не хватало 34 000 кадровых офицеров, в 1938 году не хватало уже 39 000. В то же время ключевыми представляются репрессии высшего командного состава СССР, высокий процент которых по отношению к общему числу высшего командного состава значительно превышает процент репрессированных по отношению к общей нехватке кадрового офицерства.
В ходе мероприятий по восстановлению боеспособности РККА в предвоенный период весной-летом 1940 года, некоторые репрессированные командиры были освобождены из мест заключения и возвращены на службу .
Однако, репрессии в Красной армии среди высшего и среднего офицерского состава были и в послевоенное время (см. Трофейное дело), и в более поздний сталинский период 1950—1953 годов.

## Хронология

### 1936
- 6 июля — арест командира 8-й мехбригады комдива Д. А. Шмидта[4][прим. 1].
- 7 июля — арест начальника штаба 18-й тяжёлой авиабригады майора Б. И. Кузьмичёва[5][прим. 1].
- 14 августа — арест заместителя командующего войсками ЛВО комкора В. М. Примакова[6][прим. 1][прим. 2].
- 15 августа — арест командира 25-й стрелковой дивизии комбрига М. О. Зюка[7][прим. 1].
- 20 августа — арест военного атташе в Великобритании комкора В. К. Путны[6][прим. 1][прим. 2].
- 2 сентября — арест армейского инспектора КВО комкора С. А. Туровского[8][прим. 1].
- 25 сентября — арест командира и военкома 97-й стрелковой дивизии комдива Ю. В. Саблина[9][прим. 1].
- 17 декабря — арест начальника штаба 66-й стрелковой дивизии полковника И. Л. Карпеля[10][прим. 1].

### 1937
- 23 февраля—5 марта — Пленум ЦК ВКП(б). Нарком обороны СССР К. Е. Ворошилов на заседании Пленума ЦК ВКП(б) заявлял: «…В армии к настоящему моменту вскрыто пока не так много врагов. Говорю — к счастью, надеясь, что в Красной Армии врагов вообще немного. Так оно и должно быть, ибо в армию партия посылает лучшие свои кадры; страна выделяет самых здоровых и крепких людей».

- 29 марта — Политбюро ЦК ВКП(б) приняло решение № 47/102, в первом пункте которого говорилось: «Предложить НКО уволить из рядов РККА всех лиц командно-начальствующего состава, исключённых из ВКП(б) по политическим мотивам»[11].

- 12 мая — арест начальника Военной академии имени М. В. Фрунзе командарма 2-го ранга А. И. Корка[12][прим. 2].

- 14 мая — арест начальника Военно-инженерной академии РККА комкора И. И. Смолина

- 15 мая — арест заместителя командующего МВО комкора Б. М. Фельдмана[13][прим. 2]

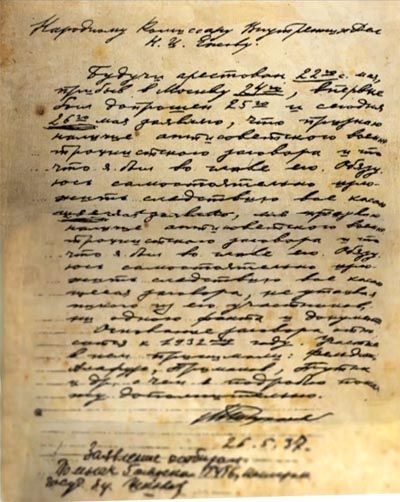
Признание маршала Тухачевского о том, что он руководил военно-троцкистским заговором. На странице имеются бурые пятна, которые судебномедицинская экспертиза идентифицировала как пятна крови. Почерковедческая экспертиза подтвердила, что показания и самооговоры были получены путём физического воздействия и, возможно, воздействия психотропных средств.

- 22 мая — аресты командующего ПриВО Маршала Советского Союза М. Н. Тухачевского[15][прим. 2] и председателя Центрального совета Осоавиахима СССР комкора Р. П. Эйдемана[13][прим. 2]. 26 мая после очных ставок с Примаковым, Путной и Фельдманом Тухачевский дал первые признательные показания, признав себя виновным в подготовке военного заговора в РККА, целью которого было насильственное свержение власти и установление в СССР военной диктатуры. Для реализации успеха якобы планировалось подготовить поражение РККА в будущей войне с Германией и, возможно, Японией.

- 28 мая — арест бывшего командующего КВО командарма 1-го ранга И. Э. Якира[15][прим. 2].

- 29 мая — арест командующего БВО командарма 1-го ранга И. П. Уборевича[15][прим. 2].

- 31 мая — самоубийство бывшего 1-го заместителя наркома обороны и начальника ПУРККА армейского комиссара 1-го ранга Я. Б. Гамарника[прим. 3]. Согласно исследованию Черушева, отстранённый от должности Гамарник опасался ареста и поэтому застрелился[16].

- 1—4 июня — внеочередное расширенное заседание Военного совета при наркоме обороны с участием Сталина, который не только выступил с речью, но и был самым активным участником прений. Заявив о раскрытии «военно-фашистского заговора» в Красной Армии, в котором якобы участвовали видные советские военачальники, Сталин потребовал развернуть кампанию по разоблачению заговорщиков, вредителей и шпионов, которых, по его словам, было много во всех государственных структурах, в том числе и в Вооружённых Силах.

- 7 июня — издан приказ НКО № 072, которым личному составу РККА было объявлено о существовании в армии контрреволюционной военной фашистской организации, конечной целью которой была ликвидация советского строя, свержение советской власти и рабоче‑крестьянского правительства и восстановления в СССР капитализма; согласно этому приказу, в «руководящую верхушку» заговора входили 10 человек: Гамарник, Тухачевский, Якир, Уборевич, Корк, Примаков, заместитель командующего ОКДВА комкор М. В. Сангурский, Б. М. Фельдман, Путна и Эйдеман[17].

- 11 июня — дело по обвинению Тухачевского, Уборевича и Якира, Корка, Б. М. Фельдмана, Эйдемана, Примакова и Путны в шпионаже, измене Родине и подготовке террористических актов было рассмотрено в закрытом заседании Специального судебного присутствия Верховного Суда СССР. В 23 часа 35 минут был оглашён приговор — всех восьмерых приговорили к смертной казни.

- 12 июня — издан приказ НКО № 96, которым личному составу РККА было объявлено о вынесении смертного приговора руководителям «военно-фашистского заговора» в Красной Армии. Цели заговорщиков были названы те же, что и в приказе НКО № 072, но в числе руководителей уже было названо девять человек — застрелившийся Гамарник и осуждённые на процессе 8 высших командиров; из их числа «исчез» Сангурский[18].

- 13 июня — приказ НКО № 96 опубликован в «Правде»[19].

- 21 июня — издан совместный приказ НКО и НКВД № 082, согласно которому участники контрреволюционных и вредительских фашистских организаций, явившиеся с повинной, рассказавшие о своих преступлениях и сдавшие всех своих сообщников, не подлежали аресту и уголовному преследованию[20].

- Июнь — военным советам округов и флотов предоставлено право увольнять и санкционировать аресты офицеров[21].

- 31 июля — Политбюро ЦК ВКП(б) обязало «обкомы, крайкомы и ЦК нацкомпартий» обеспечить трудоустройство уволенных офицеров, в том числе исключённых из ВКП(б) по политическим мотивам, в предприятия и учреждения хозяйственных наркоматов[22].

- 11 августа — издан приказ НКВД № 00485, который предписывал к 20 ноября 1937 произвести аресты людей ряда категорий, связанных с ПОВ; в первую очередь подлежали аресту, в том числе, военнослужащие Красной Армии и работники оборонных предприятий и цехов[23].

- 17 октября — издан приказ НКО № 0163, которым военным советам было воспрещено увольнение офицеров, а отстранения по политическим мотивам требовалось по телеграфу согласовывать с наркомом обороны[24].

### 1938
- Январь — январский пленум ЦК ВКП(б) принял постановление «Об ошибках парторганизаций при исключении коммунистов из партии, о формально‑бюрократическом отношении к апелляциям исключённых из ВКП(б) и о мерах по устранению этих недостатков»[25], сыгравшее положительную роль в кампании по восстановлению в партии несправедливо исключённых офицеров и возвращению их в РККА[26].

- 20 января — в рамках решений январского пленума ЦК ВКП(б) издана директива Е. А. Щаденко № УН 9/19/974, предписывающая пересмотреть все представления к увольнению и произведённые увольнения за весь 1937 г., «чтобы всех неправильно уволенных вернуть в РККА»[27].

- 8 июня — Главный военный совет РККА (ГВС) постановил уволить из ОКДВА командиров и политработников следующих национальностей: немцы, поляки, латыши, эстонцы, корейцы, финны, литовцы, турки, румыны, венгры и болгары, а также очистить командно-политические кадры округа «от врагов народа, от сомнительных и морально разложившихся элементов»[28].

- 22 июня — ГВС постановил в кратчайший срок закончить очистку комначполитсостава ЛВО «от лиц, непригодных для службы в приграничном округе»[29].

- 24 июня — ГВС постановил уволить из приграничных военных округов офицеров следующих национальностей: немцы, поляки, латыши, эстонцы, корейцы, финны, литовцы, турки, румыны, венгры и болгары, а также передать всех офицеров этих национальностей вне зависимости от места несения службы, если на них имеются компрометирующие материалы, органам НКВД[30]. Издана директива НКО № 200/ш, текст которой до сих пор не выявлен; согласно исследованиям историков, она предписывала уволить из РККА комначсостав национальностей, имеющих независимую государственность. Обычно указывают, что к таковым относились поляки, немцы, румыны, латыши, литовцы, финны, эстонцы, корейцы и др.[31][32]

- 27 июня — ГВС постановил принять предложение Л. З. Мехлиса об изъятии из ДКФ, ЗабВО и СибВО «всех колчаковцев, активно боровшихся против советской власти»[33].

- 17 ноября — СНК СССР и ЦК ВКП(б) принято постановление «Об арестах, прокурорском надзоре и ведении следствия», которым ликвидировались тройки НКВД[34]. Постановление способствовало изменениям в работе органов НКВД и юстиции и, как следствие, созданию более благоприятных условий для соблюдения законности[35][36][37].

## Увольнения по политическим мотивам

### Порядок увольнений
Увольнение комначсостава из РККА производилось приказами по личному составу НКО СССР и военных округов. В июне 1937 г. военным советам округов и флотов было предоставлено право увольнять офицеров вплоть до командира полка и ему равных. 17 октября 1937 г. военные советы были лишены такого права, однако военные округа производили увольнения и в 1938 г. Так, с 11 по 13 июля 1938 г. В. К. Блюхер подписал 12 приказов на увольнение 279 офицеров.

### Масштабы увольнений
Сведения о количестве уволенных из РККА содержатся в ряде статистических справок УКНС РККА, которые используются в настоящее время большинством историков. К ним относятся: справка Е. А. Щаденко, направленная в ЦК ВКП(б) в 1940 г., содержащая сведения о количестве уволенных из РККА без ВВС (на неё ссылаются Уколов и Ивкин, Мельтюхов, Сувениров, Печёнкин, Черушев, Лазарев); ряд статистических документов УКНС, опубликованных Черушевым в 1998 г. (на них ссылаются Сувениров, Черушев, Мильбах); «Справка о числе уволенного комначсостава в 1937 и 1938 годах по военным званиям» (на неё ссылаются Печёнкин, Черушев). Кроме того, Комал и Сувениров приводят данные об уволенных из РККА офицерах ВВС. Сведения об увольнениях из РКВМФ приводятся в работах Близниченко и Мильбаха.
Не все указанные в этих справках офицеры были уволены по политическим мотивам.
Определение точного числа уволенных по этим мотивам вызывает у историков определённые трудности, их мнения сведены в таблицу:
| Автор           | Количество уволенных                                      | Комментарий автора                                   |
| --------------- | --------------------------------------------------------- | ---------------------------------------------------- |
| О. Ф. Сувениров | 28685 (сухопутные и морские силы) и 4773 (воздушные силы) | Количество уволенных из ВВС рассчитано математически |
| А. А. Печёнкин  | 28685                                                     | Без воздушных сил                                    |
| Н. С. Черушев   | 15578 (в 1937), 8612 (в 1938), 357 (в 1939)               | —                                                    |

## Деятельность НКВД. Аресты и следствие

### Особые отделы
В 1934-38 гг. военная контрразведка как Особый (с декабря 1936 — 5-й) Отдел входила в состав Главного управления государственной безопасности (ГУГБ) НКВД СССР. В марте 1938 г. с упразднением ГУГБ, на базе 5-го Отдела было создано 2-е Управление (особых отделов) НКВД СССР. Уже в сентябре 1938 г., в ходе очередной реорганизации, проведённой по инициативе нового первого заместителя наркома Л. П. Берии, ГУГБ было воссоздано, а 2-е управление вошло в него в качестве 4-го (Особого) Отдела.
В подчинении у центральных органов находились особые отделы (ОО) в РККА, РККФ, войсках НКВД.
В функции начальника, заместителя и оперуполномоченных особого отдела НКВД входило:
- наблюдение за политическим и моральным состоянием военнослужащих;
- выявление лиц, чья деятельность квалифицировалась советским законодательством как государственное преступление — измена, шпионаж, диверсия, терроризм;
- выявление контрреволюционных организаций и групп лиц, ведущих антисоветскую агитацию;
- ведение следствия по государственным преступлениям под надзором прокуратуры с передачей дел в военные трибуналы.

### Порядок и практика санкционирования арестов
Аресты осуществлялись сотрудниками НКВД, прежде всего особых отделов. В соответствии с постановлением СНК СССР и ЦК ВКП(б) № 1232/191 «О порядке производства арестов» от 17 июня 1935 г., аресты по всем без исключения делам органы НКВД должны были согласовывать с соответствующим прокурором. В соответствии с тем же постановлением, приказом НКО № 006 от 3 февраля 1935 г. и «Положением о прохождении службы командным и начальствующим составом РККА» от 22 сентября 1935 г., аресты органами НКВД всех командиров и начальников от командира взвода, им равных и выше должны были производиться только с разрешения наркома обороны.
Для согласования ареста НКВД направлял наркомам обороны (К. Е. Ворошилов) и РКВМФ (П. А. Смирнов, М. П. Фриновский) т. н. «справку» на подлежащего аресту. Сувениров сообщает, что в РГВА хранятся целые тома таких справок ОО ГУГБ НКВД СССР в адрес Ворошилова с просьбой санкционировать арест одного или нескольких офицеров, но не называет точного количества. В одном документе, датируемом августом 1937 г., имеются сведения, что только по справкам, направленным И. М. Леплевским Ворошилову, последний санкционировал арест 142 офицеров. Среди арестованных с санкции Ворошилова: корпусные комиссары Н. А. Савко и М. Л. Хорош, комдивы П. П. Григорьев и М. А. Демичев, комбриги Г. А. Капцевич и К. И. Соколов-Стахов и др.; по мнению Сувенирова, большинство арестов в РККА санкционировал именно Ворошилов. Известно несколько случаев, когда Ворошилов отказался дать санкцию на арест. Отмечая, что это скорее были исключения из правила, Сувениров приводит семь таких случаев; среди них — полковник Р. Я. Малиновский. Санкции на арест также давали заместители Ворошилова — Гамарник, Мехлис и Щаденко. Например, ещё 8 июля 1936 г. Гамарник санкционировал арест двух батальонных комиссаров, а Щаденко в середине 1938 г. — 18 политработников от политрука до полкового комиссара. С июня по октябрь 1937 г. право санкционировать аресты офицеров вплоть до командира полка и ему равных было предоставлено военным советам округов и флотов, однако статистических данных на этот счёт нет. Санкционирование арестов командованием округов имело место и в 1938 г. Так, Блюхер санкционировал арест полковника А. П. Карнова. Кроме того, после увольнения офицера, санкция на арест со стороны наркома или кого-то из функционеров РККА, наделённого таким же правом, уже не требовалась. По оценке Щаденко, около 5 тыс. офицеров органы НКВД арестовали уже после увольнения из РККА.
Сведений о масштабах санкционирования арестов прокурорами в литературе мало. Имели место различные действия прокуроров. Так, врио прокурора КВО бригвоенюрист Я. М. Шахтэн санкционировал арест комдива С. И. Венцова-Кранца. Военная прокуратура ТОФ санкционировала аресты 145 военнослужащих. Некоторое число военнослужащих, причём, видимо, существенное, было арестовано вообще без санкций прокуроров. Среди них армейский комиссар 2-го ранга А. С. Булин, корпусной комиссар Т. К. Говорухин и др. По данным Мильбаха, более 2/3 военнослужащих ТОФ были арестованы без санкций прокурора.

### Масштабы арестов
Историки сходятся во мнении, что статистические справки УКНС не отражают реального количества арестованных офицеров РККА. Поимённо установив существенное количество арестованных, Мильбах на примерах ЛВО и ОКДВА показал, что в этих документах их количество занижено.
| Автор           | Период                        | Количество арестованных                           | Комментарий автора                      |
| --------------- | ----------------------------- | ------------------------------------------------- | --------------------------------------- |
| О. Ф. Сувениров | 1937—1938                     | Более 11000                                       | Без учёта арестованных после увольнения |
| А. А. Печёнкин  | С начала 1937 по октябрь 1938 | 11019 до увольнения и около 5000 после увольнения | Далеко не полные данные                 |
| Н. С. Черушев   | 1937—1938                     | 7280                                              | Без учёта арестованных после увольнения |

### Методы следствия
В ходе предварительного следствия сотрудники НКВД собирали различные материалы, подтверждающие предъявленные подследственному обвинения. К таким материалам относились, в частности, показания самого арестованного, данные на допросах и зафиксированные в протоколе, или собственноручные заявления и показания. Арсенал следователей, перед которыми стояла задача непременно получить от арестованных необходимые показания, включал в себя самые разнообразные незаконные методы: принуждение, запугивание, избиения, лишение сна и другие меры морального и физического воздействия.
Исходный документ, которым было разрешено применение «физических методов воздействия», до сих пор не выявлен. Обнаружены лишь два документа, подтверждающие, что эти методы были разрешены политическим руководством СССР: шифротелеграмма Сталина секретарям обкомов, крайкомов и руководству НКВД—УНКВД о применении мер физического воздействия в отношении «врагов народа» от 10 января 1939 г. и стенограмма июньского 1957 г. пленума ЦК КПСС. В первом документе указывается, что «применение физического воздействия в практике НКВД было допущено с 1937 года с разрешения ЦК ВКП», причём «как исключение, и притом в отношении лишь таких явных врагов народа, которые, используя гуманный метод допроса, нагло отказываются выдать заговорщиков, месяцами не дают показаний, стараются затормозить разоблачение оставшихся на воле заговорщиков», и несмотря на то, что «впоследствии на практике метод физического воздействия был загажен мерзавцами Заковским, Литвиным, Успенским и другими», «ЦК ВКП считает, что метод физического воздействия должен обязательно применяться и впредь… в отношении явных и неразоружившихся врагов народа, как совершенно правильный и целесообразный метод». Второй документ был тщательно исследован Сувенировым, который пришёл к выводу, что решение о применении мер физического воздействия было принято не ЦК ВКП(б), а более узкой группой лиц — Политбюро ЦК ВКП(б). По словам Кагановича и Молотова, документ был написан «рукой Сталина», а подписали его все члены Политбюро. Сувениров, однако, допускает, что это решение могло быть принято без участия Ворошилова.
Применение на практике сотрудниками НКВД этого метода подтверждается многими источниками разного происхождения. О применении таких методов как к себе, так и к другим подследственным свидетельствуют сами арестованные: комбриг С. Ф. Гулин 15 июня 1939 г. в ходе суда над ним заявил, что первые признательные показания он дал после избиения; бригадный комиссар А. К. Скороходов, уже будучи осуждён к 15 годам ИТЛ, неоднократно писал из лагеря жалобы, в которых, в частности, указывал, что в ходе следствия его избивали; в 1937 г. бригадный комиссар И. А. Кузин, содержавшийся в одной камере с корвоенюристом Л. Я. Плавнеком, написал Ворошилову, что последнего избивали в течение 4-х дней. Информация о применении «физических методов воздействия» исходила и от сотрудников НКВД. В 1939—1940 гг. многие из них были осуждены, в том числе и за фабрикацию следственных дел, и на судебных заседаниях многие признались, что избивали подследственных. Так, сотрудники особого отдела КБФ Бабич и Фурсик признали, что применяли физические методы воздействия к флагману 2-го ранга Г. Г. Виноградскому, а арестованный в ноябре 1938 года начальник 4-го (особого) отдела ГУГБ НКВД СССР комбриг Н. Н. Фёдоров признал, что применял такие методы к командарму 1-го ранга И. Ф. Федько. Признавались сотрудники НКВД в применении методов физического воздействия не только в ходе следствия и на суде. Так, будучи допрошен сотрудникамми военной прокуратуры в ходе дополнительной проверки в 1955 г., бывший следователь ОО ГУГБ НКВД СССР полковник В. М. Казакевич признал, хотя и в очень сдержанной форме, что «на первых допросах… несколько раз ударил Грязнова», а следователь ОО ГУГБ НКВД ЗабВО лейтенант госбезопасности В. Н. Розанов в объяснительной записке, написанной в 1939 г. в связи с жалобой комкора Н. В. Лисовского на незаконные методы следствия, указал: «Лисовский допрашивался оперуполномоченными Васюк и Першиным непрерывно в течение 4—5 суток, он стоял, били его по физиономии и т. п.». Реальные масштабы применения этого метода пока не установлены. Однако даже по неполным данным видно, что они были весьма существенными. Сувениров на основании различных документов установил, что «физическим методам воздействия» подверглись: 3 Маршала Советского Союза, 2 командарма 1-го ранга, 1 флагман флота 1-го ранга, 1 армейский комиссар 1-го ранга, 2 командарма 2-го ранга, 1 армейский комиссар 2-го ранга, 11 комкоров, 6 корпусных комиссаров, 1 корвоенинженер, 1 корвоенюрист, 24 комдива, 3 флагмана 2-го ранга, 7 дивизионных комиссаров, 1 диввоенюрист, 25 комбригов, 8 бригадных комиссаров, 3 бригинженера, 5 бригвоенюристов, 1 капитан 1-го ранга, а также ещё 43 старших и средних командиров и начальников. Как отмечает автор, эти данные далеко не полные. Имеются сведения и о применении мер физического воздействия к другим арестованным, которые отсутствуют в списке Сувенирова. Так, в результате применения физических мер воздействия к комбригу М. С. Медянскому у него было сломано ребро. Мильбах приводит сведения о 86 сотрудниках ОО ГУГБ НКВД ТОФ, из которых 41 человек занимались избиением арестованных.

## Суд
Арестовывались офицеры за различные преступления, что также следует учитывать. А. Т. Уколов и В. И. Ивкин на основе данных судебных органов РККА отмечают, что в 1937—1939 гг. было осуждено за преступления примерно 8 624 человека, указывая при этом, что вряд ли стоит причислять к репрессированным осуждённых за уголовные и морально-бытовые преступления.

## Персональная статистика по званиям
Количество репрессированных представителей высшего комсостава РККА на основании подсчётов О. Ф. Сувенирова:
| № п/п | Категория высшего комсостава РККА  | Состояло на службе в РККА в 1936 г. | Погибло в 1937-1941 гг. | Погибло в 1937-1941 гг. | Погибло в 1937-1941 гг.       | Вернулись из тюрьмы живыми | Общее количество жертв | Репрессировано в % к численности соответствующей категории на 1936 г. |
| ----- | ---------------------------------- | ----------------------------------- | ----------------------- | ----------------------- | ----------------------------- | -------------------------- | ---------------------- | --------------------------------------------------------------------- |
| № п/п | Категория высшего комсостава РККА  | Состояло на службе в РККА в 1936 г. | Расстреляно             | Умерли под стражей      | Покончили жизнь самоубийством | Вернулись из тюрьмы живыми | Общее количество жертв | Репрессировано в % к численности соответствующей категории на 1936 г. |
| 1.    | Маршалы Советского Союза           | 5                                   | 2                       | 1                       | —                             | —                          | 3                      | 60                                                                    |
| 2.    | Командармы 1-го и 2-го ранга       | 15                                  | 19                      | —                       | —                             | 1                          | 20                     | 133                                                                   |
| 3.    | Флагманы флота 1-го и 2-го ранга   | 4                                   | 5                       | —                       | —                             | —                          | 5                      | 125                                                                   |
| 4.    | Комкоры                            | 62                                  | 58                      | 4                       | 2                             | 5                          | 69                     | 112,6                                                                 |
| 5.    | Флагманы 1-го ранга                | 6                                   | 5                       | —                       | —                             | 1                          | 6                      | 100                                                                   |
| 6.    | Комдивы                            | 201                                 | 122                     | 9                       |                               | 22                         | 153                    | 76                                                                    |
| 7.    | Комбриги                           | 474                                 | 201                     | 15                      | 1                             | 30                         | 247                    | 52,1                                                                  |
|       | В целом по высшему комсоставу РККА | 767                                 | 412                     | 29                      | 3                             | 59                         | 503                    | 65,6                                                                  |

## Современники о репрессиях
Л. Д. Троцкий также дал свою оценку масштабам репрессий. В частности, 13 марта 1939 г. он писал: «Сталин истребил цвет командного состава, расстрелял, сместил, сослал около 30 000 офицеров».
Во время обсуждения планируемого нападения на СССР, часть генералов пытались убедить фюрера, что ввязываться в войну с русскими преждевременно. Ответ Гитлера был следующий:

80 % командных кадров Красной армии уничтожены. Красная армия обезглавлена, ослаблена как никогда, это главный фактор моего решения. Нужно воевать, пока кадры не выросли вновь.

## Оценки последствий репрессий
Оценки советских военачальников

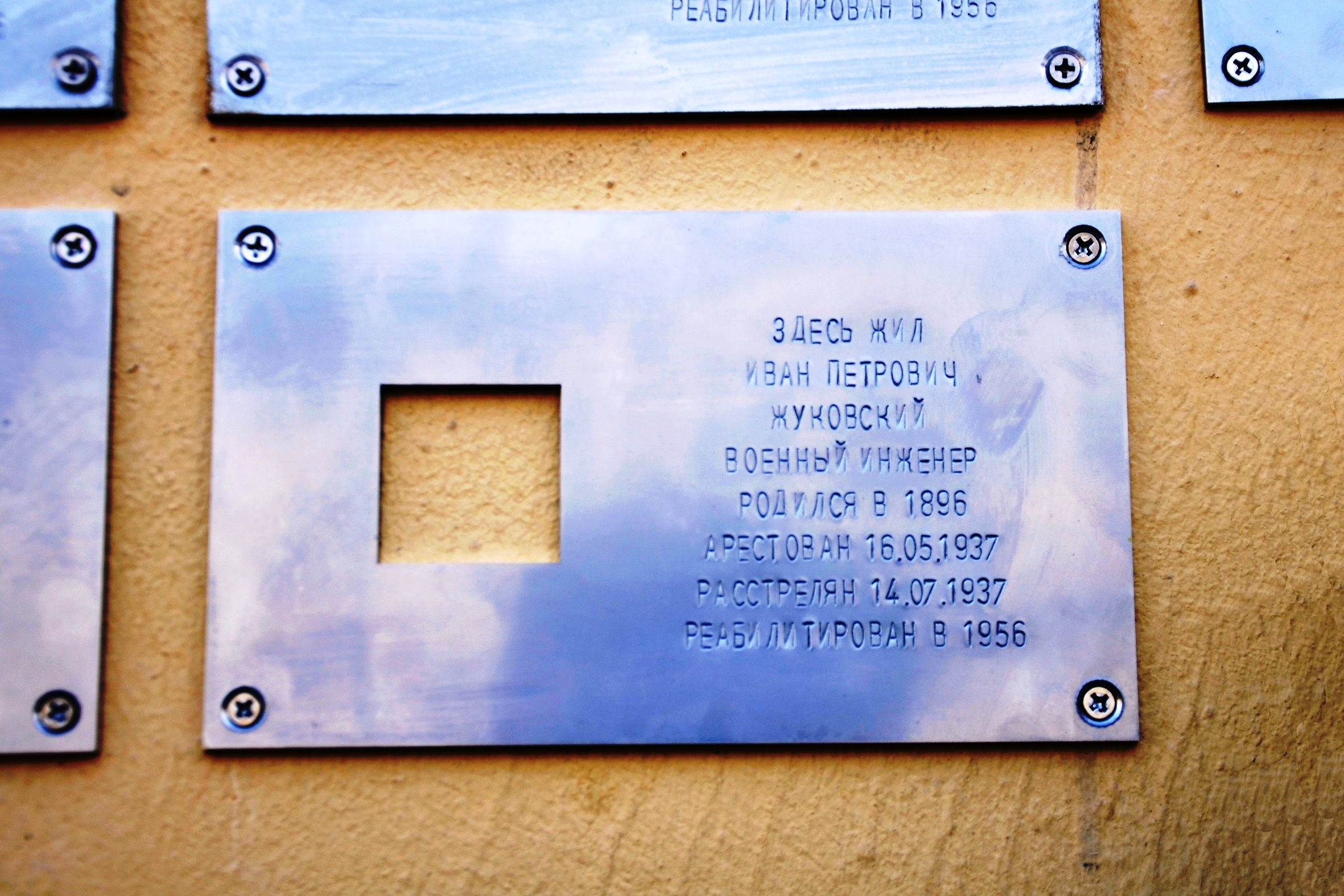
Последний адрес на доме, в котором жил один из множества расстрелянных «заговорщиков»

- Командующий войсками Закавказского военного округа И. В. Тюленев в своей речи на XI съезде коммунистической партии(б) Грузии (15—19 июня 1938 г.) сказал[89]:

«Товарищ Берия в своем докладе дал правильную оценку частям Закавказского военного округа. РККА и части Закавказского военного округа выкорчевали изменников родины, предателей, бешеных собак из своих рядов, уничтожив их, и тем самым неизмеримо укрепили свою мощь, ещё более сплотились вокруг партии Ленина-Сталина, вокруг сталинского ЦК (аплодисменты).»

- В своих воспоминаниях Маршал Советского Союза А. И. Ерёменко так охарактеризовал репрессии в РККА[90]:

Товарищ Сталин значительно повинен в истреблении военных кадров перед войной, что отразилось на боеспособности армии.

- Мнение генерала армии А. В. Горбатова:

Считалось, что противник продвигается столь быстро из-за внезапности его нападения и потому, что Германия поставила себе на службу промышленность чуть ли не всей Европы. Конечно, это было так. Но меня до пота прошибли мои прежние опасения: как же мы будем воевать, лишившись стольких опытных командиров ещё до войны? Это, несомненно, была, по меньшей мере, одна из главных причин наших неудач, хотя о ней не говорили или представляли дело так, будто 1937—1938 годы, очистив армию от «изменников», увеличили её мощь.

Мнения историков
По мнению британского историка Тарика Али:

Практически невозможно спорить с тем, что, останься армейская верхушка СССР образца 1936 г. в живых, советское верховное командование смогло бы удивить немцев, гораздо раньше изгнать их с территории страны, сократить продолжительность войны и спасти миллионы жизней.

## Реформа РККА
Стремительный разгром Франции весной 1940 года вызвал панику в Кремле. Сталин осознал опасность германского нападения и принял ряд мер по восстановлению боеспособности РККА: Ворошилова сменил на посту наркома обороны Тимошенко (получивший звание Маршала Советского Союза). В РККА были восстановлены дореволюционные офицерские звания и освобождены из заключения около 4000 командиров, арестованных в ходе репрессий 1937—1938 гг., многие из которых получили командные посты. Среди освобожденных был Константин Константинович Рокоссовский, которому поручили командовать механизированным корпусом. Среди других командиров, освобождённых и получивших повышение, был и К. А. Мерецков. Было восстановлено пострадавшее во время чисток высшее командование военно-морского флота. В августе 1940 года был принят новый Дисциплинарный Устав РККА. «Коммунистическая сознательность» уступила место традиционным требованиям воинской дисциплины. Были восстановлены некоторые воинские ритуалы, прежде всего отдание чести. Вслед за этим последовала отмена двоевластия, частично лишившая политкомиссаров полного контроля над кадровым военным составом.

## Проблемы изучения

### Предмет
Одним из важнейших понятий, во многом определяющих предмет исследования и связанные с ним проблемы, является сам термин «репрессированный». Долгое время он не расшифровывался вообще. Начиная с 1990-х гг., историки стали предлагать различные интерпретации, ряд историков указали в своих работах на необходимость говорить отдельно об уволенных и арестованных. О. Ф. Сувениров в 1998 г. предложил вообще отказаться от этого термина и вместо него оперировать конкретными данными о количестве арестованных, освобождённых до суда или оправданных по суду, приговорённых к расстрелу, погибших в лагерях и тюрьмах, выживших. В современной историографии этот термин продолжает употребляться, при этом все исследователи считают необходимым давать ему чёткое определение. Абсолютно все историки к репрессированным относят только тех военнослужащих, в отношении которых какие-либо действия предпринимались государственными органами именно по политическим мотивам. При этом у разных историков спектр подобных действий несколько варьируется. Сувениров полагал, что в научном отношении корректнее говорить об «истреблении военнослужащих по политическим мотивам», которое оформлялось приговорами судебных органов. В то же время в статистических таблицах, в заглавии которых фигурирует термин «истребление», Сувениров учитывал и расстрелянных, и умерших под стражей, и покончивших с собой, и вышедших из заключения живыми; именно их учёный относил к жертвам репрессий. При этом Сувениров, отмечая, что увольнение по политическим мотивам — также форма репрессий, был убеждён, что в число репрессированных «нельзя огульно включать и всех уволенных из РККА по политическим мотивам», поскольку арестовывали далеко не каждого из них. Г. И. Герасимов относит к репрессированным «лиц командно-начальствующего состава, уволенных из РККА за связь с „заговорщиками“, арестованных и не восстановленных впоследствии в армии». А. А. Печёнкин относит к репрессированным также арестованных и уволенных по национальному признаку и «за связь с заговорщиками». Н. С. Черушев полагает, что «основными составляющими репрессий были увольнение из армии по политическим мотивам и арест органами НКВД по тем же основаниям». В. С. Мильбах выделяет три «концентрические» группы репрессированных: 1) уволенные по политическим мотивам; 2) арестованные из общего числа этих уволенных; 3) приговорённые к высшей мере наказания, умершие в лагерях и тюрьмах из числа арестованных; кроме того, автор выделяет из числа арестованных ещё две группы: осуждённых к различным срокам заключения и освобождённых в ходе пересмотра дел. С. Е. Лазарев полагает, что к репрессированным «следует относить лишь арестованных и уволенных по политическим мотивам». Таким образом, все авторы относят к репрессированным арестованных по политическим мотивам, большинство авторов — уволенных по политическим мотивам. При этом, Сувениров относит к ним также покончивших с собой, А. А. Гуляев — отстранённых от должности по политическим мотивам, а Герасимов исключает из числа репрессированных всех, кто был впоследствии восстановлен.
Вооружённые силы СССР состояли в период репрессий из трёх военных организаций — РККА (сухопутные и воздушные силы, а до 30 декабря 1937 также морские), РКВМФ (выделен в самостоятельный наркомат 30 декабря 1937 г., а до этого входил в состав РККА и именовался морскими силами — ВМС), пограничные и внутренние войска (ГУПВО), подчинявшиеся НКВД. Большинство исследователей рассматривают в своих работах лишь репрессии в отношении военнослужащих РККА и РКВМФ. М. И. Мельтюхов отмечает, что необходимо также изучать репрессии в войсках НКВД. Отдельные сведения о репрессиях в войсках НКВД имеются у различных историков. Сувениров также обращает внимание на репрессии офицеров, вышедших в запас до 1937 г. Сувениров и Н. М. Якупов полагают, что следует принимать во внимание и репрессии в отношении видных деятелей Гражданской войны, не служивших к тому времени в Вооружённых силах СССР.
Ещё один окончательно не решённый вопрос — какие группы репрессированных военнослужащих подлежат исследованию. Подавляющее большинство историков исследуют репрессии только в отношении офицеров. Лишь Сувениров считает необходимым включать в рамки исследований также представителей младшего начсостава, красноармейцев и краснофлотцев.
Хронологические рамки проблемы в различных работах несколько отличаются. Сувениров исследует период со второй половины 1920-х гг. до 1941 г.; автор отмечает, что активизироваться репрессии начали с 1936 г. В ряде книг Черушева имеются сведения о репрессиях в период с 1935 по 1941 гг. Мильбах отмечает, что репрессии в ряде округов и на флотах начались в 1935—1936 гг.; в его работах исследование по отдельным аспектам проблемы доводится до 1939—1941 гг. В то же время авторы солидарны, что на 1937—1938 гг. приходится пик репрессий; такие хронологические рамки часто фигурируют в названиях монографий.
К наиболее важным проблемам, которые исследуют учёные, относятся: влияние репрессий на боеспособность Вооружённых сил СССР; причины репрессий; масштабы репрессий; кем и как осуществлялись репрессии; вопрос о наличии/отсутствии в Вооружённых силах реального заговора и обоснованности репрессий; качество выдвиженцев.

### Историография
До конца 1980-х гг. тема репрессий в РККА освещалась в СССР очень сдержанно. Имелись отдельные работы, в которых говорилось о проведении репрессий, назывались имена отдельных репрессированных. В начале 1960-х гг. в СССР было опубликовано несколько работ, посвящённых наиболее видным репрессированным военачальникам — В. К. Блюхеру, М. Н. Тухачевскому, И. Э. Якиру, И. П. Уборевичу и некоторым другим. В этих работах содержались отдельные факты хода репрессий, но исследование темы репрессий в Красной Армии в целом не получило своего развития. Из зарубежных авторов, исследовавших проблему до конца 1980-х, в историографии принято отмечать как значительные для своего времени работы Р. Конквеста и Ю. А. Геллера и В. Н. Рапопорта. Однако в современной историографии они подверглись критике, прежде всего из-за ограниченной источниковой базы, имевшейся в распоряжении авторов, что привело к большому числу ошибок и слабости выводов.
В конце 1980-х — первой половине 1990-х вышло существенное число статей и книг, в которых проблема репрессий рассматривалась более развёрнуто и на более широкой источниковой базе. К ним относятся работы В. Д. Данилова, Н. М. Якупова, Ф. Б. Комала, А. Т. Уколова и В. И. Ивкина, В. А. Бобренева и Л. М. Заики, Д. А. Волкогонова, О. Ф. Сувенирова. Научные наработки из исследований Уколова и Ивкина, Бобренева и Заики и Сувенирова используются в современной историографии; в то же время часть выводов, сделанных в этих работах, подверглась критике. В заслугу Волкогонову ставятся выявление и публикация ряда важнейших источников по теме, которые часто цитируются по его работе. Однако в историографической статье М. И. Мельтюхова 1997 г. констатировался кризис исследования проблемы: ряд важнейших проблем (в том числе вопрос о влиянии репрессий на боеспособность Красной Армии) так и не были решены, некоторые проблемы не были даже сформулированы, источниковая база продолжала оставаться ограниченной.
Новый период историографии открывается изданием в 1998 г. монографии Сувенирова «Трагедия РККА 1937—1938». В этой работе автор рассматривал основные этапы «того смертного пути, по которому в 1937—1941 гг. прошли многие тысячи воинов РККА: арест, предварительное следствие, судебная комедия, пуля в затылок». Под этим углом учёный исследовал репрессивную деятельность высших органов власти и НКВД, взаимоотношения последнего с политорганами Красной Армии и прокуратурой, репрессивную практику судебных и внесудебных органов; последняя глава его работы посвящена исследованию влияния репрессий на боеспособность РККА. Этот труд до сих пор является актуальным, оценивается другими исследователями проблемы как фундаментальный, строго научный и наиболее серьёзный в отечественной историографии. В то же время есть и критика этой работы. А. В. Короленков назвал в качестве недостатков «излишнее доверие к некоторым не вполне надёжным мемуарным свидетельствам» и «незнакомство с иноязычной литературой». Ряд авторов отмечают, что Сувенирову не удалось вскрыть причины репрессий, чётко их обозначить. С резкой критикой исследования Сувенировым последствий репрессий выступил А. А. Смирнов, полагающий, что тезис о «подкашивании РККА репрессиями» остался недоказанным, так как не было произведено сравнение «дорепрессионной» и «послерепрессионной» Красной Армии.
Проблеме качества офицеров, пришедших на смену репрессированным в предвоенный и военный период, посвящён ряд исследований. Просопографическое исследование Ю. Ю. Юмашевой посвящено полководцам Великой Отечественной войны, к которым она относит наркомов обороны, начальников Генштаба, командующих и начальников штабов стратегических направлений, командующих и начальников штабов фронтов, командующих фронтов ПВО, командующих общевойсковыми, ударными, воздушными и танковыми армиями, командующих флотами; в работе исследовались следующие характеристики: возраст, социальное происхождение, нахождение «под следствием НКВД», нахождение в плену или окружении во время Великой Отечественной войны, образование, опыт службы и боевой опыт к моменту начала войны, партийность. Г. И. Герасимов с целью оценки влияния репрессий на кадры Красной Армии исследовал динамику «изменения основных параметров, отражающих» их состояние: «насыщенность ими армии, уровень укомплектованности и подготовки, опыт службы в занимаемой должности» — и пришёл к выводу, что репрессии не оказали на состояние военных кадров значительного влияния. Короленков охарактеризовал его выводы как интересные, но не бесспорные; Мильбах, не ставя под сомнения расчёты Герасимова, критически оценивает его выводы; А. Смирнов назвал Герасимова «первопроходцем» в сравнении до- и «пострепрессионной» РККА по уровню образования. А. А. Печёнкин исследовал эволюцию высшего комначсостава РККА в 1935—1945 гг. по таким показателям, как происхождение, возраст, образование, партийность, командный стаж и наличие боевого опыта.
Широкому спектру проблем посвящены исследования Н. С. Черушева, хотя прежде всего автор уделяет внимание подробностям репрессий в отношении элиты РККА, под которой подразумевается высший комначсостав. Его работы характеризуются двояко: с одной стороны, отмечаются различные достоинства — исследование «малой реабилитации» 1939—1941 гг., тщательное изучение следственных дел репрессированных и обстоятельств ведения следствия; с другой стороны, имеется и критика — Короленков полагает, что многие суждения Черушева «остались на уровне брежневского времени», ряд авторов отмечают, что Черушев в своих работах не вскрыл причин репрессий.
Исследованию репрессий в отдельных объединениях РККА и РКВМФ (округах, флотах и флотилиях) посвящены работы В. С. Мильбаха, построенные в основном по единой схеме. В них исследуется роль и влияние на процесс репрессий трёх структур военного управления — командной (командующий, военный совет), политической (политорганы), юридической (прокуратура, судебные и внесудебные органы), а также региональных органов НКВД (каждой структуре посвящена отдельная глава монографий); в каждой монографии рассматривается влияние репрессий на боеспособность войск/сил объединения путём изучения состояния всех её компонентов, к которым относятся укомплектованность личным составом, состояние техники и вооружения, уровень организации управления, боевая подготовка войск/сил, организованность и воинская дисциплина, морально-боевые качества личного состава. В настоящее время изданы монографии Мильбаха, посвящённые ЗабВО, ОКДВА, ТОФ, ЛВО. Эти работы оцениваются С. Е. Лазаревым как большой вклад в исследование проблемы. А. Смирнов выступает с критикой исследования Мильбахом влияния репрессий на боеспособность войск ОКДВА, полагая, что им не было произведено сравнение «дорепрессионного» и «пострепрессионного» уровня боевой выучки войск, без чего нельзя сделать вывод о влиянии на него репрессий. Более узкой проблеме репрессий в КВО — роли в них военного совета округа — посвящена статья А. А. Гуляева.
В центре внимания работ С. Т. Минакова вопрос о политической роли советской военной элиты 1920-30-х гг. В своей последней монографии он пришёл к выводу о существовании в РККА реального заговора, первоочередной задачей которого было «свержение» наркома обороны К. Е. Ворошилова с целью ослабления политического влияния Сталина в армии. Его выводы негативно оцениваются рядом исследователей, хотя и без развёрнутой критики. С. Е. Лазарев отмечает, что в отличие от других авторов, утверждавших о наличии в РККА реального заговора, Минаков «привлёк достаточное количество достоверных источников».
А. А. Смирнов полагает, что тезис о «подкашивании РККА репрессиями» остался недоказанным, поскольку так никто из историков не произвёл сравнения уровня боевой выучки до- и «пострепрессионной» РККА. Он поставил такую цель в своей работе, предметом исследования которой стали войска КВО, БВО и ОКДВА, исключая ВВС. В результате автор пришёл к выводу, что в ходе репрессий «выучка командиров, штабов и войск» РККА не ухудшилась, а «осталась на прежнем весьма низком уровне». Мильбах подверг критике методологические приёмы Смирнова, указывая, что под термином «уровень боевой выучки» подразумевается смешение «некоторых компонентов боеспособности», а при этом отдельные важные показатели её игнорируются.
Существенный вклад в изучение проблемы внесли и другие историки: С. С. Близниченко (репрессии в ВМС РККА и РКВМФ), Ю. З. Кантор (дело Тухачевского), Л. Самуэльсон и В. Н. Хаустов (роль Сталина и НКВД в репрессиях в РККА), Ф. Н. Подустов (репрессии в Томском артиллерийском училище). Историографические работы по проблеме принадлежат М. И. Мельтюхову, А. В. Короленкову, М. Г. Степанову.

## В искусстве
Кинематограф
- х/ф «Верьте мне, люди» (1964)
- х/ф «Утомлённые солнцем» (1994)
- х/ф «Благословите женщину» (2003)
- т/с «Московская сага» (2004)
- т/ф «Тухачевский: Заговор маршала» (Первый канал, 2010)

### Исторические источники
- Военный совет при народном комиссаре обороны СССР. 1—4 июня 1937 г.: Документы и материалы / Сост. Н. С. Тархова и др.. — М.: РОССПЭН, 2008. — 624 с. — 1000 экз. — ISBN 978-5-8243-0917-1.
- Главный военный совет РККА. 13 марта 1938 г. — 20 июня 1941 г.: Документы и материалы / Сост. Бобылёв П. Н. и др.. — М.: РОССПЭН, 2004. — 560 с. — 1000 экз. — ISBN 5-8243-0414-9.
- Лубянка. Советская элита на сталинской голгофе. 1937-1938. Архив Сталина: Документы и комментарии / Сост. Хаустов В. Н.. — М.: Международный фонд «Демократия», 2011. — 528 с. — (Россия. XX век. Документы). — 1000 экз. — ISBN 978-5-89511-027-0.
- Лубянка. Сталин и Главное управление госбезопасности. Архив Сталина: Документы высших органов партийной и государственной власти. 1937—1938. / Под ред. Яковлева А. Н.. — М.: Международный фонд «Демократия», 2004. — 736 с. — (Россия. XX век. Документы). — 3000 экз. — ISBN 5-85646-118-5.
- М. Н. Тухачевский и «Военно-фашистский заговор» // Военно-исторический архив  / Подготовил Лебедев В. А.. — М., 1997. — № 1. — С. 149—254.
- М. Н. Тухачевский и «Военно-фашистский заговор» // Военно-исторический архив  / Подготовил Лебедев В. А.. — М., 1998. — № 2. — С. 3—81.
- Органы государственной безопасности СССР в Великой Отечественной войне / Сост. Ямпольский В. П.. — М.: А/О «Книга и бизнес», 1995. — Т. 1 Кн. 1. — 20 000 экз. — ISBN 5-212-00804-2.
- Репрессии в Красной Армии (30-е годы). Сборник документов из фондов Российского Государственного Военного Архива / Сост. Кристиани А., Михалёва В. М.. — Napoli, 1996.
- Русский архив: Великая Отечественная: Приказы народного комиссара обороны СССР. 1937 – 22 июня 1941 г. / Под ред. Золотарёва В. А.. — М.: ТЕРРА, 1994. — Т. 13 (2-1). — 368 с. — 7000 экз. — ISBN 5-85255-484-7.
- Сувениров О. Ф. Погибли в годы беззакония // Военно-исторический журнал. — М., 1993. — № 2 3, 5—12.
- Статистика антиармейского террора // Военно-исторический архив  / Подготовил Черушев Н. С.. — М., 1998. — № 2. — С. 105—117.
- Статистика антиармейского террора // Военно-исторический архив  / Подготовил Черушев Н. С.. — М., 1998. — № 3. — С. 39—51.